# Mark Hateley
Mark Hateley, né le 7 novembre 1961 à Derby, est un footballeur anglais reconverti entraîneur. Il fait partie du Rangers FC Hall of Fame.

## Biographie

### Débuts
Attaquant pivot dans les années 1980, c'est en 1974, que Hateley découvre le foot, aux États-Unis. Il joue en junior pour le club des Minutemens de Boston, où évolue son père Tom, footballeur professionnel. De retour dans son pays natal, il est formé par Nottingham Forest, avant de rejoindre Coventry City puis le Portsmouth FC où il explose.

### Départ à l'étranger
Hateley sera l'un des rares Anglais à partir pour l'étranger. Évidemment quand on joue à Portsmouth, on ne refuse pas une proposition du Milan AC. Il reste trois saisons en Italie, avant de rejoindre l'un de ses compatriotes, Glenn Hoddle à l'AS Monaco. En France, il réalise de bonnes performances, et remporte notamment le championnat sous les ordres de Arsène Wenger. Il se dirige ensuite vers les Glasgow Rangers, où il connaîtra ses plus belles années. Il y marquera 111 buts en 214 matchs. 

### Fin de carrière et reconversion
Après être resté à Glasgow quelques années, il joue notamment pour Leeds, et Hull City. Hull City qu'il reprendra par la suite en tant qu'entraineur de 1997 à 1999. Mais cette carrière d'entraineur ne le ravit pas vraiment. Hateley décide donc d'abandonner sa carrière dans le football en 2000. Il fut consultant L1 pour la chaîne Setanta Sports.
Il occupe actuellement le poste de sélectionneur de l'équipe nationale de foot du Libéria. 
Le 23 février 2011, Hateley accuse l'Olympique de Marseille de tentative de corruption en 1993 alors que le club français retrouve les phases finales de la Ligue des champions face aux Glasgow Rangers.
L'UEFA réagira à ces propos en disant qu'elle a déjà, à l'époque, analysé ces matchs et qu'elle n'avait aucunement trouvé de preuves formelles d'une quelconque tentative de corruption.

## Palmarès

### En club
- Champion de France en 1988 avec l'AS Monaco
- Champion d'Écosse en 1991, en 1992, en 1993, en 1994, en 1995 et en 1997 avec les Glasgow Rangers
- Vainqueur de la Coupe d'Écosse en 1992 et en 1993 avec les Glasgow Rangers

### En équipe d'Angleterre
- 32 sélections et 8 buts entre 1984 et 1992
- Participation à la Coupe du Monde en 1986 (1/4 de finaliste)
- Participation au Championnat d'Europe des Nations en 1988 (Premier Tour)

### Distinction personnelle
- Meilleur buteur du Championnat d'Écosse en 1994 (22 buts)
- Meilleur joueur du Championnat d'Europe de football espoirs en 1984